# Hadley Wickham
Hadley Wickham, né à Hamilton est un développeur, statisticien néo-zélandais, actuellement directeur scientifique pour RStudio et professeur adjoint en statistique à l'Université d'Auckland, à l'Université de Stanford et à l'Université de Rice. Il est notamment connu pour développer des bibliothèques open source sur R (langage) concernant la manipulation et la visualisation des données. Il a en outre développé la collection de librairie tidyverse.

## Formation
H. Wickham a obtenu une licence en biologie humaine et une maîtrise en statistiques à l'université d'Auckland en 1999-2004 et son doctorat à l'université d'État de l'Iowa en 2008 sous la direction de Dianne Cook et Heike Hofmann (en),.

## Carrière et recherche
Wickham est un membre éminent et actif de la communauté des utilisateurs de R et a développé plusieurs paquets remarquables et largement utilisés, notamment ggplot2, plyr, dplyr et reshape2. Les paquets d'analyse de données de Wickham pour R sont collectivement connus sous le nom de tidyverse. Selon l'approche des données ordonnées de Wickham, chaque variable devrait être une colonne, chaque observation devrait être une ligne et chaque type d'unité d'observation devrait être un tableau.

## Prix et distinctions
- 2019 : Prix COPSS

## Publications
- (en) Hadley Wickham, ggplot2 : Elegant Graphics for Data Analysis, Springer, coll. « Use R », 2009 (ISBN 978-0-387-98141-3, DOI 10.1007/978-0-387-98141-3)
- (en) Hadley Wickham, ggplot2 : Elegant Graphics for Data Analysis, Springer, coll. « Use R », 2016, 2e éd. (ISBN 978-3-319-24277-4, DOI 10.1007/978-3-319-24277-4, lire en ligne)
- (en) Hadley Wickham, Advanced R, Chapman & Hall/CRC, coll. « The R Series », 1re éd. (lire en ligne)
- (en) Hadley Wickham, R Packages : Organize, Test, Document, and Share Your Code, O'Reilly Media, 2015 (lire en ligne)
- (en) Garrett Grolemund et Hadley Wickham, R for Data Science, O'Reilly, 2016 (lire en ligne)